# الفتح الآشوري لآرام

يتعلق الفتح الآشوري لآرام (حوالي 856-732 قبل الميلاد) بسلسلة الفتوحات التي حدثت للدول الآرامية والفينيقية والسوتانية والحيثية الجديدة في بلاد الشام (سوريا الحديثة ولبنان وشمال الأردن) من قبل الإمبراطورية الآشورية الحديثة (911-605 قبل الميلاد). عُرفت هذه المنطقة باسم عابر-ناري آراميا خلال الإمبراطورية الآشورية الوسطى (1365-1020 قبل الميلاد) والإمبراطورية الآشورية الحديثة.

## الخلفية
كانت أجزاء من بلاد الشام الشرقية تحت سيطرة الإمبراطورية الآشورية القديمة (تقريبًا في الأعوام 2025-1750 قبل الميلاد) في الوقت الذي كانت فيه بلاد الشام محتلة إلى حد كبير من قبل القبائل الأمورية والكنعانية. وخلال الإمبراطورية الآشورية الوسطى (1365-1020 قبل الميلاد)، صعدت أشور لتكون أقوى دولة في العالم، وغزت أجزاءً كثيرة من الشرق الأدنى وآسيا الصغرى، وكذلك امتدت إلى القوقاز وشبه الجزيرة العربية وإيران القديمة.[بحاجة لمصدر]
وخلال الجزء الأخير من هذه الفترة ظهر الآراميون الغربيون لأول مرة في المنطقة. لقد تم إخضاعهم، إلى جانب مجموعة من الشعوب الأخرى، من قبل الملوك الأشوريين الأقوياء خلال الإمبراطورية الآشورية الوسطى. ومع ذلك، أدت حرب أهلية في عهد آشور بيل كالا (1074-1056 قبل الميلاد) إلى إضعاف الإمبراطورية الآشورية الوسطى بشكل كبير، وبعد وفاته بدأ الآراميون والفينيقيون والحثيون الجدد وشعوب أخرى في بلاد الشام بالتدريج في تأكيد استقلالهم وتشكيل خليط الدول الخاصة بهم.[بحاجة لمصدر]
ومن الناحية الحديثة، فقد كان الجزء الداخلي من سوريا الحديثة (مع استبعاد الشمال الشرقي الآشوري)، منذ القرن الرابع والعشرين قبل الميلاد على الأقل منطقة يسكنها الأموريون الناطقون بالكنعانية ولفترة سكان الشرقيون الناطقين لغة إبلا أيضًا، وبالتالي فإن الكثير من هذه المنطقة كانت تعرف باسم «أرض أموورو». ولكن من القرن الثاني عشر قبل الميلاد ظهرت مجموعة سامية جديدة، على شكل الآراميين، وبحلول أواخر القرن الحادي عشر قبل الميلاد كانت هذه المنطقة تعرف باسم أراميا / آرام وعابر ناري (أي «عبر النهر»، وتعني غرب الفرات)، وبقيت على هذا النحو خلال الجزء الأخير من الإمبراطورية الآشورية الوسطى، والإمبراطورية الآشورية الحديثة والإمبراطورية البابلية الحديثة، والإمبراطورية الميدية، والإمبراطورية الأخمينية. إن مصطلح سوريا الذي ينطبق اليوم على المنطقة هو في الواقع اسم هندوأناضولي تم إطلاقه في القرن العاشر قبل الميلاد على آشور وقد أطلقه، بعد عدة قرون، اليونانيون خلال الإمبراطورية السلوقية (311-150 قبل الميلاد) ليس فقط على آشور نفسها ولكن الكثير من بلاد الشام (انظر أصل علم سوريا).[بحاجة لمصدر]
شملت بعض الممالك الرئيسية الآرامية الناطقة؛ آرام دمشق، وحماة، بيت عديني، وبت باهياني، وبيت هاديب، وآرام بيت رحوب، وآرام زوبا، وبيت زاماني، وبت هالوب ووآرام معكة، بالإضافة إلى الآراميين القبليين في كمبولو، وليتاو وبوكدو. في شمال بلاد الشام، عانت بقايا الحيثيين على شكل دول حيثية صغيرة جديدة، فيما كانت دول المدن الفينيقية مثل صور وصيدا وأرواد وبيريتوس موجودة على طول ساحل البحر الأبيض المتوسط، في حين أن القبائل السوتانية والآرامية كانت تعيش في الصحاري الجنوبية.[بحاجة لمصدر]
ظل يسكن شمال كنعان (بالمصطلحات الحديثة لبنان، وساحل البحر الأبيض المتوسط في سوريا، والساحل الجنوبي الغربي الأقصى لتركيا) سكانٌ يتحدثون الكنعانية ولم يكونوا جزءً من الآراميين. تجمّع هؤلاء الكنعانيون في دول مدن مثل صور، وصيدا، وبيريتوس، وأرواد، وسيميرا، وأونوبا وترشيش. تم تطبيق مصطلح فينيقيا على هذه المنطقة، ولكنه تطبيق يوناني لاحق لم يستخدم خلال الفترة الآشورية.[بحاجة لمصدر]
لم يكن جنوب كنعان (بالمعنى الحديث إسرائيل والأراضي الفلسطينية وسيناء والأردن)، في جنوب آرام، أيضًا جزءً من آرام، وكان يسكنها عدد من الدول السامية التي تتحدث اللغات الكنعانية، وهي إسرائيل، ويهوذا، والسامرة، [محل شك] وعمونيون، وأدوم، وموآب، والسوتانيون، والعمالقة. بالإضافة إلى ذلك، هاجر فلستيون غير أصليين إلى هذه المنطقة من بحر إيجة، وهو شعب غير سامي يتحدث الهندو أوروبية.[بحاجة لمصدر]
شملت أرض آشور نفسها ما هو اليوم النصف الشمالي للعراق الحديث، وشمال شرق سوريا، وجنوب شرق تركيا، والحافة الشمالية الغربية لإيران. وخلال منتصف القرن الحادي عشر إلى أواخر القرن العاشر قبل الميلاد، تم الضغط على آشور من جميع الجوانب من قبل الشعوب القبلية والجبلية، بما في ذلك القبائل الآرامية التي احتلت في بعض الأحيان طور عبدين ونصيبين ودلتا الخابور في شمال شرق بلاد الشام، وهي مناطق تعتبر لفترة طويلة أجزاء لا تتجزأ من آشور نفسها. وهكذا واجهت آشور صعوبة في إبقاء طرق التجارة مفتوحة، وكانت حدودها مهددة باستمرار من قبل القبائل.[بحاجة لمصدر]

## الفتح الآشوري
بدأت الإمبراطورية الآشورية الحديثة بانضمام أداد نيراري الثاني عام 911 قبل الميلاد. لقد طرد القبائل الآرامية من الأراضي الآشورية في طور عبدين، ودلتا الخابور، والجزيرة، وجبال كاشاري، وآميد (ديار بكر الحديثة) وميريدا (ماردين الحديثة) وبالتالي أمَّن حدود آشور المناسبة.[بحاجة لمصدر]
بدأ الغزو على نطاق واسع بغزوات آشور ناصربال الثاني (883-859 قبل الميلاد) الذي أمّن مساحات كبيرة من شرق وشمال آرام لآشور، ثم تقدم إلى البحر الأبيض المتوسط، مما أجبر دول المدن الفينيقية على الساحل على دفع الجزية.[بحاجة لمصدر]
واصل شلمنصر الثالث (859-824 قبل الميلاد) هذا الاتجاه، حيث غزا بيت عديني عام 856 قبل الميلاد وطرد الحثيين الجدد من كركميش. وفي محاولة لوقف التوسع الآشوري، تكوّن تحالف ضخم من الدول التي اتحدت لمعارضة الملك الآشوري، لم يشمل هذا التحالف الممالك والقبائل الآرامية والفينيقية والهيثية والسوتية في المنطقة فقط، بل شمل أيضًا البابليين، والمصريين، والعيلاميين، والإسرائيليين، والعرب (وهذا أول ذكر للعرب في السجل التاريخي). واجهت هذه المجموعة من الدول الجيش الآشوري في معركة قرقور في 853 قبل الميلاد، لكنهم فشلوا في هزيمة شلمنصر الثالث وقد كان الملك الآشوري قادرًا على القضاء على أعدائه بشكل فردي على مدى السنوات القليلة المقبلة، وبحلول نهاية عهده من بلاد الشام كان إما تحت الحكم الآشوري المباشر أو تدفع الجزية.[بحاجة لمصدر]
مع ذلك، وفي عهد شمشي أدد الخامس (823-811 قبل الميلاد) والملكة سميراميس (811-806 قبل الميلاد) تم تعليق التوسع الإضافي في أراميا إلى حد كبير بسبب عدم الاستقرار في آشور نفسها.[بحاجة لمصدر]
عندما اعتلى أداد نيراري الثالث (811-783 قبل الميلاد) العرش، استأنف التوسع الآشوري القوي في جميع الاتجاهات. وفي عام 796 قبل الميلاد، غزا آرام دمشق، وهو حدث لم تتعاف منه حقًا.[بحاجة لمصدر]
حافظ كل من شلمنصر الرابع (783-773 قبل الميلاد)، وآشور دان الثالث (772-755 قبل الميلاد)، وآشور نيراري الخامس (754-745 قبل الميلاد) على ممتلكات آشورية، لكنهم لم يتمكنوا من التوسع أكثر بسبب صراعات السلطة مع النبلاء والجنرالات.[بحاجة لمصدر]
مع ذلك، وفي عام 744 قبل الميلاد، صعد تغلث فلاسر الثالث (744-727 قبل الميلاد) إلى العرش وغزا بلاد الشام بأكملها، وفي عام 732 قبل الميلاد، دمر مملكة آرام دمشق إلى الأبد في هذه العملية.
ظلت هذه المنطقة، المعروفة باسم آرام وعابر ناري، جزءً لا يتجزأ من الإمبراطورية الآشورية الحديثة حتى انهيارها عام 612 قبل الميلاد، مع أن بعض الأجزاء الشمالية من المنطقة ظلت تحت سيطرة بقايا الجيش والإدارة الآشورية حتى عام 599 قبل الميلاد.[بحاجة لمصدر]
بعد هذا، سقط الجزء الأكبر من المنطقة في أيدي الإمبراطورية البابلية الحديثة قصيرة العمر (612-539 قبل الميلاد)، وفي النهاية أصبحت المنطقة بأكملها من سوريا الحديثة ولبنان والجنوب التركي الأوسط وشمال الأردن، ساترابات تتبع الإمبراطورية الأخمينية (539-332 قبل الميلاد)، وكانت لا تزال يُعرف باسم أراميا وعابر ناري طوال هذه الفترة باستثناء الشمال الشرقي الآشوري المسكون من سوريا الحديثة والجنوب الشرقي من تركيا الحديثة، والتي كانت جزءً من ساتراب آشور الأخمينية (آثورة).[بحاجة لمصدر]
خلفت الإمبراطورية السلوقية (312-150 قبل الميلاد) الإمبراطورية الفارسية الأخمينية. قادت حقيقة أن الأرض كانت تحكمها أشور منذ فترة طويلة اليونانيين إلى تسميتها بسوريا، والذي كان في الأصل اسمًا هندوأوروبي تم اشتقاقه من آشور في القرن التاسع قبل الميلاد ولم يكن قد أشار في السابق إلى آرام أو بلاد الشام أو شعوبها (انظر أصل علم سوريا). أدى هذا في النهاية إلى استخدام عام للمصطلحين سوري وسرياني لوصف كل من الآشوريين الفعليين في شمال بلاد ما بين النهرين أنفسهم، والشعوب الآرامية والفينيقية في بلاد الشام.[بحاجة لمصدر]